# 1113

## Догађаји
- Опсада Никеје: Малик Шах, селџучки владар Румског султаната, шаље експедицију на Битинију до самих зидина Никеје. Селџучке снаге нападају Абидос на Хелеспонту, са његовим богатим царинама. Малик Шах напада и осваја Пергам. Цар Алексије I Комнин креће у сусрет селџучким освајачима. Он прекида опсаду Никеје и извојева потпуну победу код Котијаеума (данашња Турска).
- 15. јануар – Ред витезова болничара Светог Јована Јерусалимског, основан ради заштите ходочасника у Свету земљу, формално је признат папском булом (прогласом) Pie Postulatio Voluntatis коју је издао папа Пасхал II.
- 16. април – Свјатополк II, велики кијевски кнез, умире након 20-годишње владавине, а наслеђује га његов 60-годишњи рођак Владимир II Мономах. Он започиње кампању против Кумана на степи у настојању да поново уједини земљу Кијевске Русије.
- 28. јун –  Битка код Ал-Санабре: Крсташи предвођени Балдуином I поражени су од стране селџучке војске под вођством Мавдуда ибн Алтунташа, турског гувернера (атабега) Мосула, на реци Јордан јужно од Галилејског језера. Мавдуд шаље пљачкашке колоне да опустоше село и пљачка град Наблус.
- Септембар – Краљ Балдуин I од Јерусалима жени се Аделаидом дел Васто, богатом удовицом грофа Руђер I од Сицилије у Акри. Она се искрцава у Палестини у пратњи арапских војника (њеног личног телохранитеља) и путује у Јерусалим. Њихов брак је бигаман, јер је Балдуин још увек легално ожењен својом другом женом Ардом од Јерменије.
- 7. септембар – Република Пиза потписује споразум са Рамоном Беренгером III („Великим“), грофом од Барселоне. Пизанска флота креће у кампању против Мавара на Балеарским острвима.
- Република Фиренца осваја суседни град Монтекашоли, као део својих напора да прошири своју доминацију над контадом (провинцијама Италије).
- Петар Абелар, француски схоластички филозоф, отвара своју школу у Паризу, на висинама Монтањ Сент-Женевјев.
- Краљица Урака од Кастиље безуспешно покушава да преузме град Бургос од свог бившег мужа, краља Алфонса I од Арагона.
- Краљ Суријаварман II почиње своју владавину као владар Кмерског царства (данашње Камбоџе).

### Непознат датум
- Википедија:Непознат датум — Опсада Никеје

## Рођења
- Википедија:Непознат датум — Стефан Немања, српски жупан и оснивач лозе Немањића. († 1199)

## Смрти
- Збигњев Пјаст

- Кукша Печерски

- Мавдуд

- Ридван од Алепа

- Свјатополк II Изјаславич